# Ражба, Яков Самойлович
Я́ков Само́йлович Ра́жба (29 августа 1904—1986) — украинский советский скульптор, педагог. Член Союза художников СССР.

## Биография
- B 1933 Участник международного конкурса на проект памятника Т. Г. Шевченко для Харькова. Соавтор Лев Муравин[2].
- 1932—1933 Открытие памятника Ф. Э. Дзержинскому. Штеровская ГРЭС. УССР. Соавтор Муравин Лев Давидович[2].

## Творчество
- Памятник С. П. Супруну на Ул. Дзержинского (архитектор П.Иванченко)[3] (1947)
- Памятник Герою Советского Союза Степану Супруну (архитектор М. Иванченко)[4][5] (1948 г.)
- Проект мемориала в память трагедии в Бабьем Яре. Три варианта. В соавторстве с архитектором И.Каракисом художником З. Ш. Толкачёвым, скульптором Е.Жовнировским [проект] (1966). Проект был самым обсуждаемым. Основной мыслью их проекта было осознание того, что Бабий Яр — это огромная братская могила, по которой нельзя ходить. Следовательно, к скульптуре, которая представлялась авторам высотой в 15—20 метров, должна вести навесная дорога (пандус), причем так, чтобы на всем пути приближения скульптура читалась на фоне неба, открывавшегося просторно и вниз — к Куреневке. Приближаясь, авторы издали видели облик скорбящей Матери. Чем ближе, тем явственней проступали в камне статуи рельефы: сцены расстрела на дне Яра. Пандус уходил вниз, под уровень Яра. Небольшие по высоте, широкие ступени словно бы сами по себе замедляли шаг. Человек как бы уходил в Яр. Это создавало, по замыслу авторов, то траурное состояние, в котором находится каждый в этом страшном месте[6]. Проект Жовнеровского и Каракиса победил[7][8], планировка была признана одной из лучших, однако Жовнеровскому и Каракису предложили улучшить проект и сделать второй вариант. Второй вариант также не соответствовал «требованиям»[9]. Затем памятник был заказан другому художнику. При этом было нарушено элементарное правило проведения подобных конкурсов: тот, кто в нём не участвовал, но все проекты видел, не имеет права делать памятник. За основу была взята планировка Жовнеровского и Каракиса, но она была изуродована до неузнаваемости[10];
- «Вечер. Кони»[11] (1967)
- Памятник грузинскому поэту Давиду Гурамишвили на его могиле в Миргороде (скульптор Я. С. Ражба, архитекторы К. С. Джанашия и Ш. Чедия)[12]
- Памятник на могиле В. Г. Короленко[13]
- Памятника погибшим в Котельве[14].

## Выставки
- 8-я УКРАИНСКАЯ ХУДОЖЕСТВЕННАЯ ВЫСТАВКА. 5 ноября 1945 г. в Киеве, в Киевском государственном музее украинского искусства[15].
- ВЫСТАВКА ИЗОБРАЗИТЕЛЬНОГО ИСКУССТВА УКРАИНСКОЙ ССР, ПОСВЯЩЕННАЯ ТРЕХСОТЛЕТИЮ ВОССОЕДИНЕНИЯ УКРАИНЫ С РОССИЕЙ Открыта с 16 октября 1954 г. в Москве, в Государственной Третьяковской галерее[15].
- 10-я УКРАИНСКАЯ ХУДОЖЕСТВЕННАЯ ВЫСТАВКА. Hоябрь 1949 г. в Киеве, в Государственном музее украинского искусства и Государственном музее русского искусства[16].
- ВЫСТАВКА ИЗОБРАЗИТЕЛЬНОГО ИСКУССТВА УКРАИНСКОЙ ССР К ДЕКАДЕ УКРАИНСКОГО ИСКУССТВА И ЛИТЕРАТУРЫ В МОСКВЕ. Открыта 16 июня 1951 г. в Москве, в Государственной Третьяковской галерее[17].